# Бей 50-я улица (линия Уэст-Энд, Би-эм-ти)
|   |   |   |   |   |
| · | · | · | · | · |

|   |   |   |   |   |
| · | · | · | · | · |

«Бей 50-я улица» (англ. Bay 50th Street) — станция Нью-Йоркского метрополитена, расположенная на линии Уэст-Энд, Би-эм-ти. Станция находится в Бруклине, в округе Грэйвсент, на пересечении Бей 50-й улицы со Стилвелл-авеню. На станции останавливается маршрут D (круглосуточно).
Станция эстакадная, представлена двумя боковыми, обслуживающими только внешние пути трехпутного участка линии. Центральный экспресс-путь не используется для маршрутного движения поездов. К северу и югу от станции к линии присоединяются служебные пути, следующие из расположенного в непосредственной близости депо Coney Island Yard. Сами платформы были удлинены в 1960-х.
Станция имеет единственный выход, расположенный в центральной части платформ. Лестницы с каждой платформы ведут в эстакадный мезонин под платформами, где расположен турникетный павильон. Оттуда в город ведут лестницы, к перекрестку Бей 50-й улицы и Стилвелл-авеню. Этот выход, равно как и сама станция, были засняты в сцене погони в фильме «Французский связной».
- Запасной выход на Бей 50-й улице
- Выход со станции и служебный путь в депо «Кони-Айленд»
- Платформа северного направления